# Березовський район (Ханти-Мансійський автономний округ)
Бере́зовський район (рос. Берёзовский район) — адміністративна одиниця Ханти-Мансійського автономного округу Російської Федерації.
Адміністративний центр — селище міського типу Березово.

## Населення
Населення району становить 22637 осіб (2018; 25744 у 2010, 27170 у 2002).

## Адміністративно-територіальний поділ
На території району 2 міських поселення та 4 сільських поселення:
| Поселення                         | Площа, км² | Населення, осіб (2002) | Населення, осіб (2010) | Населення, осіб (2017) | Центр       | Населені пункти |
| --------------------------------- | ---------- | ---------------------- | ---------------------- | ---------------------- | ----------- | --------------- |
| Березовське міське поселення      | -          | 7899                   | 7939                   | 7581                   | Березово    | 6               |
| Ігрімське міське поселення        | -          | 10022                  | 9291                   | 7902                   | Ігрім       | 3               |
| Приполярне сільське поселення     | -          | 1162                   | 1305                   | 1066                   | Приполярний | 1               |
| Саранпаульське сільське поселення | 910        | 4146                   | 3856                   | 3567                   | Саранпауль  | 10              |
| Світлівське сільське поселення    | -          | 1566                   | 1453                   | 1267                   | Світлий     | 1               |
| Хулімсунтське сільське поселення  | -          | 2375                   | 1900                   | 1590                   | Хулімсунт   | 4               |

## Найбільші населені пункти
| № | Населений пункт | Населення, осіб (2002) | Населення, осіб (2010) |
| - | --------------- | ---------------------- | ---------------------- |
| 1 | Ігрім           | 9 362                  | 8 775                  |
| 2 | Березово        | 7 085                  | 7 287                  |
| 3 | Саранпауль      | 2 643                  | 2 575                  |
| 4 | Світлий         | 1 566                  | 1 453                  |
| 5 | Хулімсунт       | 1 748                  | 1 349                  |
| 6 | Приполярний     | 1 162                  | 1 305                  |